# 斗六警察局舊宿舍群
23°42′30″N 120°32′23″E / 23.708405°N 120.539792°E
斗六警察局舊宿舍群，是位於臺灣雲林縣斗六市中和里的臺灣總督府警察時期建物，原計畫夷平十五戶作停車場，後先有六戶列雲林縣歷史建築獲得保留，今以「雲中街文化聚落」之名作文創園區。

## 歷史

### 早期

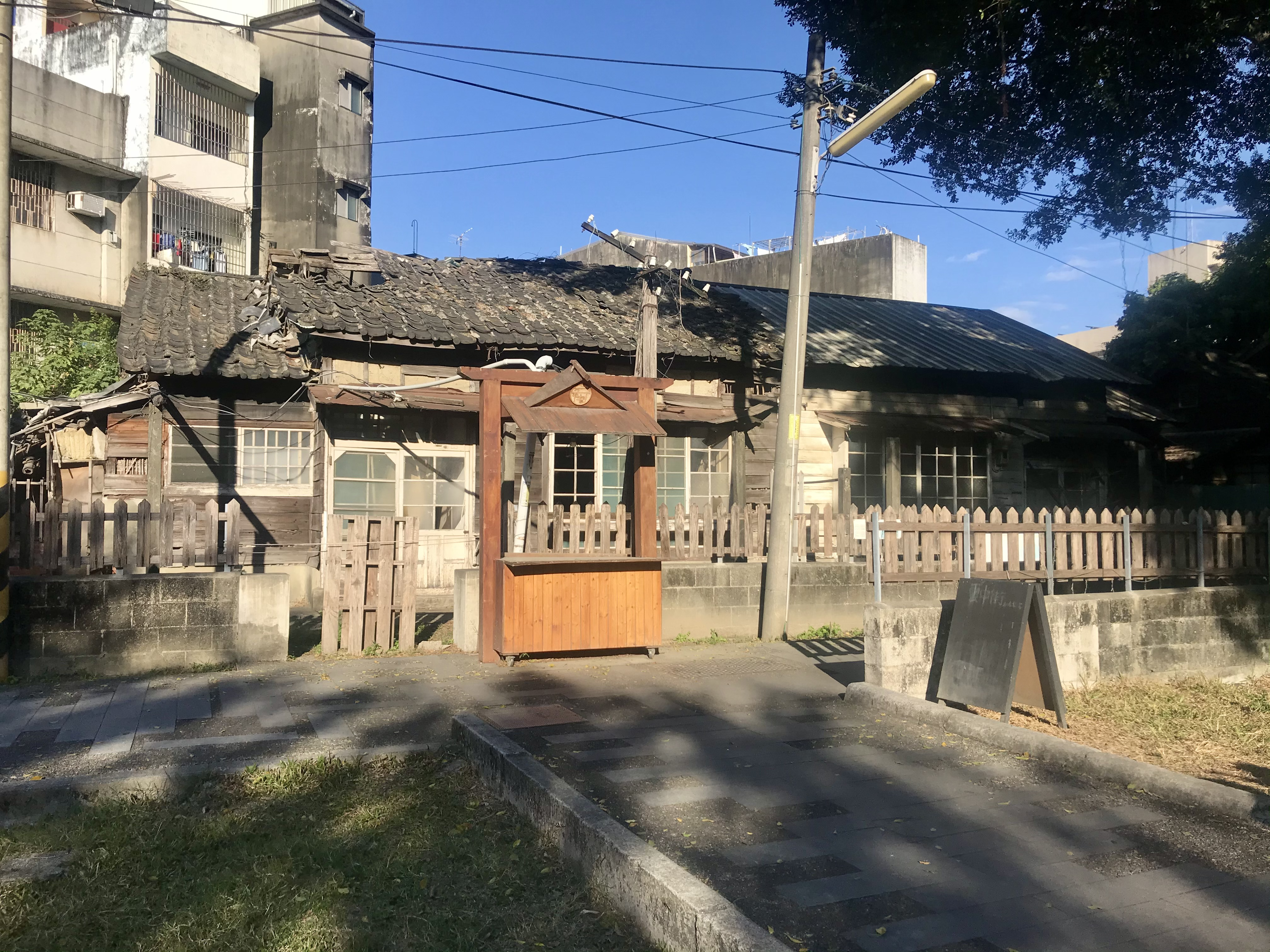
尚未修復宿舍

斗六警察局舊宿舍群位於斗六警分局北側、雲中街兩側，1937年落成，占地三千坪，原有十六戶。該處周邊昔日是斗六的行政中心，在日治時期附近設置斗六街役場與斗六郡役所。

### 保存
1997年5月29日，議員林慧如批評斗六市區的違規拖吊常引發民怨，是因政府未設停車場，要求把此舊警察宿舍改建為地下停車場。2004年3月23日，斗六市公所市務會議，公所主任祕書周振德表示，縣府已編列八千萬元預算補助遷移，將把此區作為西市場旁最大的停車空間。
縣府預定拆除十五戶，但2005年拆到九戶時，六戶被提報為古蹟。該年9月15日，雲林縣政府文化局先公告雲中街16、18號、8巷1號和3號、以及雲林路一段75巷7號、9號的警察局舊宿舍為歷史建築。此舉引起當地中和里里長王進發、縣議員李建昇在2006年1月12日到現場抗議，反對文化局長劉銓芝保留，批評這些木造建築沒有保留價值。6月21日，議員李建昇要求文化局撤銷公告，拆除建物，以繁榮地方。

### 活化
之後，在劉銓芝努力下獲得保留，但因縣府缺經費修復，直到2012年劉銓芝又回任處長，才爭取文建會、營建署到補助而修復。其中的雲中街9巷12號於2012年11月整理後，先由製琴師林殿威進駐，2013年農曆正月初一開始以「威廉提琴雲中教室」此名試營運。2013年3月16日，威廉提琴雲中教室正式營運，邀林德培、李沛儀、許稚娸、陳彥勳、郭珮容等音樂表演者演奏，縣長蘇治芬、斗六市長謝淑亞、縣文化處長劉銓芝、立法委員李應元、劉建國與會。此次場地活化曾一度吸引文藝青年前來，但不長久。
後來，面對前立委張麗善等要求撤銷舊土庫第一市場為歷史建築時，劉銓芝就以雲中街舊警察宿舍和西螺東市場為例，表示活化能創造地方文化魅力。2013年9月15日，舊警察宿舍舉辦修護竣工的工地現場展。修復獲得2015年建築園冶獎公共景觀類。保留後，周邊因缺乏大停車場，附近的雲林路、中山路依然有交通阻塞問題。

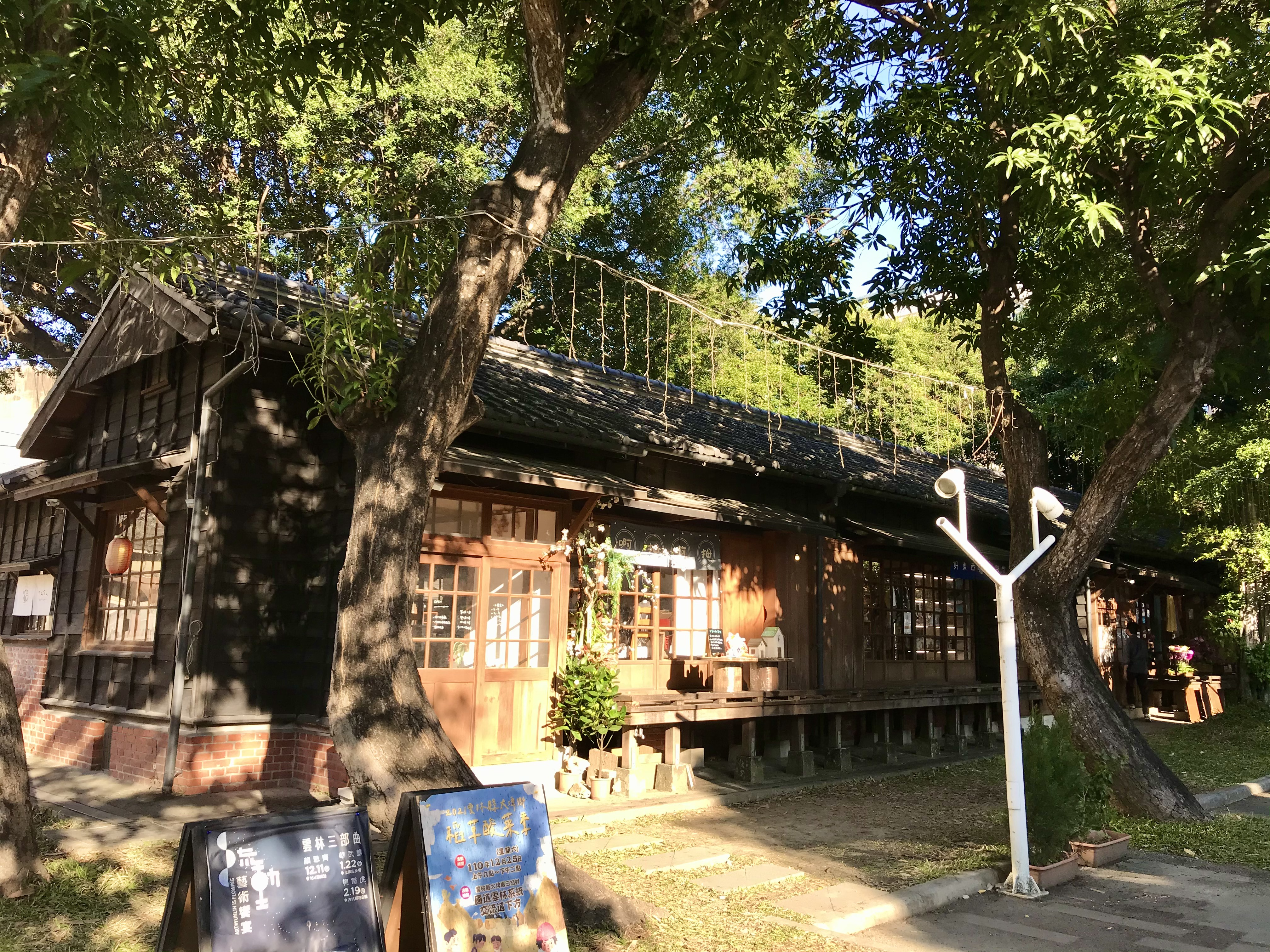
雲中街16號舊宿舍

縣府將該處規劃為文創園區，由范特喜微創文化取得二十年經營權，2016年6月5日，以「雲中街文化聚落」之名開始試營運。因環境布置浪漫，常吸引婚紗業者取景、網友打卡。

## 外部連結
- 斗六雲中街生活聚落的Facebook專頁